# Mark Hunt
Mark Richard Hunt (Auckland, 23 marzo 1974) è un lottatore di arti marziali miste e kickboxer neozelandese di origini samoane.
Combatte nella categoria dei pesi massimi per l'organizzazione statunitense UFC; durante la precedente esperienza in Giappone nella prestigiosa Pride sfidò l'allora campione Fedor Emelianenko per il titolo. Al suo terzo incontro da professionista riuscì a sconfiggere il campione dei pesi medi Pride Wanderlei Silva, fino ad allora imbattuto per più di quattro anni consecutivi.
Hunt è ancor più celebre nel mondo della kickboxing, avendo raggiunto il top in tale disciplina vincendo il K-1 World Grand Prix del 2001, sconfiggendo tra i vari avversari anche Jérôme Le Banner e divenendo l'unico non-europeo ad aver vinto tale titolo.

## Caratteristiche tecniche
Mark Hunt è considerato uno dei più letali colpitori della divisione dei pesi massimi: la maggior parte delle vittorie in carriera sono infatti avvenute tramite KO e pochissimi avversari hanno potuto resistere contro la devastante forza dei suoi pugni.
Nonostante un'altezza spesso notevolmente inferiore a quella del proprio avversario e una condizione atletica tutt'altro che ottimale, Hunt presenta una grande resistenza e ottime doti da incassatore; di contro risulta notevolmente carente nella lotta a terra, come testimoniano le numerose sconfitte per sottomissione.
È soprannominato "The King of Walk-offs" per l'abitudine ad allontanarsi dall'avversario dopo averlo messo al tappeto senza aspettare l'intervento dell'arbitro.

## Carriera nel kickboxing
L'approccio di Mark Hunt agli sport da combattimento è casuale, in quanto viene introdotto già maggiorenne nelle palestre dopo essere stato scoperto grazie ad una rissa in un pub, dove diede sfoggio subito dei suoi fulminanti colpi da KO.
Trasferitosi in Australia, Hunt combatte il suo primo incontro da professionista nel 1999, sconfiggendo uno shootfighter locale e vincendo il titolo australiano dei pesi massimi WKBF.
Nel 2000 prende parte al suo primo torneo K-1 con le qualificazioni continentali dell'Oceania, ovvero il K-1 Oceania Grand Prix: Hunt vince il torneo mettendo KO in finale Phil Fagan e qualificandosi di diritto al K-1 World Grand Prix di Nagoya.
Nel K-1 World Grand Prix 2000 viene però subito sconfitto ai quarti di finale dal fuoriclasse francese Jérôme Le Banner, seppur ai punti.
L'anno buono è il 2001: centra ancora una volta le qualificazioni continentali di Melbourne, benché sconfitto in semifinale da Ernesto Hoost, e a causa di un infortunio capitato al connazionale Ray Sefo Hunt riesce a qualificarsi al K-1 World Grand Prix 2001 di Tokyo.
Qui nei quarti di finale compie un grande upset mettendo KO nella seconda ripresa Jérôme Le Banner; in semifinale ebbe la meglio ai punti su Stefan Leko, e in finale vinse contro il brasiliano Francisco Filho, divenendo campione del mondo K-1.
Prenderà parte anche ai tornei K-1 World Grand Prix nel 2002 e 2008, venendo però fermato rispettivamente da Jérôme Le Banner e da Semmy Schilt.
Nel 2012 poteva vantare un record personale nel kickboxing di 30-13.

## Carriera nelle arti marziali miste

### Pride Fighting Championships
Grazie alla vittoria nel K-1 e al nome fattosi nel paese del sol levante l'ingresso per Mark Hunt nel mondo delle arti marziali miste fu agevolato e poté subito entrare nella Pride, al tempo la promozione più importante delle MMA mondiali.
Esordisce nel 2004 con una sconfitta per sottomissione contro Hidehiko Yoshida; nell'incontro successivo si rifà e mette KO lo statunitense Dan Bobish.
Il capolavoro lo fa già al suo terzo incontro da professionista nelle MMA, vincendo ai punti contro Wanderlei Silva, al tempo campione dei pesi medi Pride con già tre difese del titolo alle spalle ed un'imbattibilità che durava da più di quattro anni.
Nel Pride Shockwave del 2005 ha la meglio su un altro campione quale è Mirko Filipović, anche questa volta per pochissimi punti.
Nel 2006 prende parte al torneo ad eliminazione diretta Pride Openweight Grand Prix, dove nel primo turno supera Tsuyoshi Kohsaka per KO, ma nei quarti di finale si fa sottomettere nel primo round dal pluricampione Josh Barnett.
Nel Pride Shockwave 2006 tenta addirittura l'assalto al titolo di campione dei pesi massimi Pride sfidando la leggenda Fedor Emelianenko: anche in questo caso Hunt viene sottomesso con la tecnica del kimura.
Nel 2008, dopo la chiusura della Pride, passa alla neonata Dream, dove prosegue una serie negativa di sconfitte con quelle patite per mano di Alistair Overeem, Melvin Manhoef e Gegard Mousasi, quest'ultima nei quarti di finale del torneo Dream Super Hulk Grand Prix.

### Ultimate Fighting Championship
Il passaggio di Mark Hunt nella prestigiosa UFC risale al 2010.
Viene subito sconfitto da Sean McCorkle, ma nei successivi due incontri del 2011 riesce a vincere e a portare il proprio record personale nelle arti marziali miste in parità a 7-7.
Nel 2012 in Giappone sconfigge il quotato Cheick Kongo, portando la sua striscia di vittorie a tre consecutive e, in una categoria non molto estesa come quella dei pesi massimi UFC, si parlò già di una sfida con uno dei lottatori top 10; in maggio avrebbe dovuto affrontare Stefan Struve, ma Hunt s'infortunò e saltò la sfida.
Alla fine affrontò Stefan Struve più di un anno dopo dall'ultimo incontro e ancora una volta a Saitama: Struve era classificato come il contendente numero 9 nel ranking ufficiale dei pesi massimi UFC, e Hunt ottenne una vittoria per KO durante il terzo round.
Nel maggio 2013 affrontò l'ex campione di categoria e contendente numero 1 Junior dos Santos per un posto come prossimo contendente al titolo: Hunt subì la sua seconda sconfitta per KO in carriera per mezzo di un calcio girato.
In dicembre ottiene il suo primo pareggio in carriera nella sfida contro l'ex contendente al titolo Antônio "Bigfoot" Silva, sfida che valse ad entrambi gli atleti il riconoscimento Fight of the Night.
Nel settembre 2014 torna in Giappone per una sfida tra mani pesanti e menti di granito contro Roy Nelson: la spunta proprio Hunt con un montante che manda KO Nelson durante la seconda ripresa.
A sorpresa nel novembre dello stesso anno Hunt venne chiamato a lottare per il titolo dei pesi massimi ad interim contro Fabrício Werdum in Messico, in quanto il campione in carica Cain Velasquez s'infortunò ad un mese dalla sfida: Hunt, a 40 anni suonati, fece storia con la possibilità di vincere un titolo nella massima organizzazione di MMA al mondo quando aveva un non entusiasmante record personale nello sport di 10-8-1, e a ben 13 anni di distanza dalla sua vittoria in K-1. Nonostante ciò venne sconfitto dal brasiliano per KO tecnico a due minuti dall'inizio del secondo round, sfumando così la possibilità di ottenere il titolo dei pesi massimi.
Ad aprile del 2015 si ritrovò ad affrontare Stipe Miočić nel match principale dell'evento. Dopo un ottimo scambio in piedi, Hunt venne letteralmente dominato dal ground game dell'avversario dal secondo all'ultimo round, dove venne sconfitto per KO tecnico.
A novembre dovette riaffrontare Antônio Silva. Per Hunt questo incontro fu il primo ad essere composto da tre round dopo UFC 160. Il samoano, dopo aver colpito con vari pugni Silva e dopo averlo mandato al tappeto con un diretto destro, ottenne una splendida vittoria per KO Tecnico al primo round, spezzando così la striscia negativa di due sconfitte.
Il 20 marzo del 2016 affrontò l'ex campione dei pesi massimi UFC Frank Mir. A soli 3 minuti dall'inizio dell'incontro, dopo alcuni scambi in piedi da parte di entrambi i lottatori, Mark Hunt andò a segno con un devastante gancio destro mettendo fuori gioco Mir. Con questa vittoria per KO, ottenne anche il riconoscimento Performance of the Night.
Il 9 luglio dovette affrontare l'ex campione dei pesi massimi UFC Brock Lesnar, all'evento UFC 200. Hunt tentò in tutti i modi di evitare la lotta contro Lesnar, ma quest'ultimo dopo aver pazientato riuscì ad effettuare 3 takedown in tutto l'incontro, una volta al tappeto mise a segno un feroce ground and pound. Dopo tre round sofferti, Hunt venne sconfitto per decisione unanime. Pochi giorni dopo l'evento, tuttavia, la USADA, l'agenzia anti-doping statunitense, informa Lesnar di una possibile violazione delle norme anti-doping e la notizia genera la furia di Hunt, che accusa la UFC di farlo combattere solo contro atleti dopati minacciando di lasciare la federazione qualora non venga modificato il risultato dell'incontro e aumentati i suoi compensi. Il 16 dicembre la USADA conferma la squalifica di Lesnar per un anno, lo multa per 250.000 dollari e modifica il risultato del match in No-Contest.
Il 4 marzo viene sconfitto per KO dall'altro ex campione K-1 Alistair Overeem mentre l'11 giugno 2017 riesce a sconfiggere Derrick Lewis per KO tecnico; l'11 febbraio 2018 viene sconfitto per decisione unanime da Curtis Blaydes. Il 15 settembre viene sconfitto per sottomissione dal fortissimo grappler russo Oleksiy Oliynyk tramite rear-naked choke al primo round.

## Risultati nelle arti marziali miste
| Risultato  | Record      | Avversario        | Metodo                           | Evento                                               | Data              | Round | Tempo | Città                      | Note |
| ---------- | ----------- | ----------------- | -------------------------------- | ---------------------------------------------------- | ----------------- | ----- | ----- | -------------------------- | --- |
| Sconfitta  | 13-14-1 (1) | Justin Willis     | Decisione (unanime)              | UFC Fight Night: dos Santos vs. Tuivasa              | 2 dicembre 2018   | 3     | 5:00  | Adelaide, Australia        | |
| Sconfitta  | 13-13-1 (1) | Oleksiy Oliynyk   | Sottomissione (rear-naked choke) | UFC Fight Night: Hunt vs. Olejnik                    | 15 settembre 2018 | 1     | 4:26  | Mosca, Russia              | |
| Sconfitta  | 13-12-1 (1) | Curtis Blaydes    | Decisione (unanime)              | UFC 221: Romero vs. Rockhold                         | 10 febbraio 2018  | 3     | 5:00  | Perth, Australia           | |
| Vittoria   | 13-11-1 (1) | Derrick Lewis     | KO tecnico (pugni)               | UFC Fight Night: Lewis vs. Hunt                      | 11 giugno 2017    | 4     | 3:51  | Auckland, Nuova Zelanda    | Fight of the Night |
| Sconfitta  | 12-11-1 (1) | Alistair Overeem  | KO (ginocchiate)                 | UFC 209: Woodley vs. Thompson 2                      | 4 marzo 2017      | 3     | 1:44  | Las Vegas, Stati Uniti     | |
| No Contest | 12-10-1 (1) | Brock Lesnar      | No-Contest (doping)              | UFC 200: Tate vs. Nunes                              | 9 luglio 2016     | 3     | 5:00  | Las Vegas, Stati Uniti     | La sconfitta per decisione unanime subìta da Hunt viene convertita in No-Contest a seguito della squalifica per doping di Lesnar |
| Vittoria   | 12-10-1     | Frank Mir         | KO (pugno)                       | UFC Fight Night: Hunt vs. Mir                        | 20 marzo 2016     | 1     | 3:01  | Brisbane, Australia        | Performance of the Night; Mir venne trovato positivo ad un test anti-doping successivo al match                                  |
| Vittoria   | 11-10-1     | Antônio Silva     | KO Tecnico (pugni)               | UFC 193: Rousey vs. Holm                             | 15 novembre 2015  | 1     | 3:41  | Melbourne, Australia       | |
| Sconfitta  | 10-10-1     | Stipe Miočić      | KO Tecnico (pugni)               | UFC Fight Night: Miocic vs. Hunt                     | 10 maggio 2015    | 5     | 2:47  | Adelaide, Australia        | |
| Sconfitta  | 10-9-1      | Fabrício Werdum   | KO Tecnico (ginocchiata e pugni) | UFC 180: Werdum vs. Hunt                             | 15 novembre 2014  | 2     | 2:27  | Città del Messico, Messico | Per il titolo dei Pesi Massimi UFC ad Interim                                                                                    |
| Vittoria   | 10-8-1      | Roy Nelson        | KO (montante)                    | UFC Fight Night: Hunt vs. Nelson                     | 20 settembre 2014 | 2     | 3:00  | Saitama, Giappone          | Performance of the Night, KO of the Year                                                                                         |
| Parità     | 9-8-1       | Antônio Silva     | Parità (maggioranza)             | UFC Fight Night: Hunt vs. Bigfoot                    | 7 dicembre 2013   | 5     | 5:00  | Brisbane, Australia        | Fight of the Night; Silva risultò positivo ad un test antidoping successivo al match                                             |
| Sconfitta  | 9-8         | Junior dos Santos | KO (calcio girato e pugni)       | UFC 160: Velasquez vs. Bigfoot II                    | 25 maggio 2013    | 3     | 4:18  | Las Vegas, Stati Uniti     | Eliminatoria per il titolo dei Pesi Massimi UFC, Fight of the Night                                                              |
| Vittoria   | 9-7         | Stefan Struve     | KO Tecnico (pugno)               | UFC on Fuel TV: Silva vs. Stann                      | 3 marzo 2013      | 3     | 1:44  | Saitama, Giappone          | KO of the Night |
| Vittoria   | 8-7         | Cheick Kongo      | KO Tecnico (pugni)               | UFC 144: Edgar vs. Henderson                         | 26 febbraio 2012  | 1     | 2:11  | Saitama, Giappone          | |
| Vittoria   | 7–7         | Ben Rothwell      | Decisione (unanime)              | UFC 135: Jones vs. Rampage                           | 24 settembre 2011 | 3     | 5:00  | Denver, Stati Uniti        | |
| Vittoria   | 6–7         | Chris Tuchscherer | KO (pugno)                       | UFC 127: Penn vs. Fitch                              | 27 febbraio 2011  | 2     | 1:41  | Sydney, Australia          | KO of the Night |
| Sconfitta  | 5–7         | Sean McCorkle     | Sottomissione (armbar)           | UFC 119: Mir vs. Cro Cop                             | 25 settembre 2010 | 1     | 1:03  | Indianapolis, Stati Uniti  | Debutto in UFC |
| Sconfitta  | 5–6         | Gegard Mousasi    | Sottomissione (armbar)           | Dream.9: Feather Weight Grand Prix 2009 Second Round | 26 maggio 2009    | 1     | 1:20  | Yokohama, Giappone         | Torneo Dream Super Hulk Grand Prix, Quarti di finale                                                                             |
| Sconfitta  | 5–5         | Melvin Manhoef    | KO (pugni)                       | Dynamite!! 2008                                      | 31 dicembre 2008  | 1     | 0:18  | Saitama, Giappone          | |
| Sconfitta  | 5–4         | Alistair Overeem  | Sottomissione (keylock)          | DREAM.5 Light Weight Grandprix 2008 Final Round      | 21 luglio 2008    | 1     | 1:11  | Osaka, Giappone            | Debutto in Dream |
| Sconfitta  | 5–3         | Fedor Emelianenko | Sottomissione (kimura)           | Pride Shockwave 2006                                 | 31 dicembre 2006  | 1     | 8:16  | Saitama, Giappone          | Per il titolo dei Pesi Massimi Pride                                                                                             |
| Sconfitta  | 5–2         | Josh Barnett      | Sottomissione (kimura)           | Pride Critical Countdown Absolute                    | 1º luglio 2006    | 1     | 2:02  | Saitama, Giappone          | Torneo Pride 2006 Openweight Grand Prix, Quarti di finale                                                                        |
| Vittoria   | 5–1         | Tsuyoshi Kohsaka  | KO Tecnico (pugni)               | Pride Total Elimination Absolute                     | 5 maggio 2006     | 2     | 4:15  | Osaka, Giappone            | Torneo Pride 2006 Openweight Grand Prix, Primo turno                                                                             |
| Vittoria   | 4–1         | Yosuke Nishijima  | KO (pugno)                       | Pride 31: Unbreakable                                | 26 febbraio 2006  | 3     | 1:18  | Saitama, Giappone          | |
| Vittoria   | 3–1         | Mirko Filipović   | Decisione (non unanime)          | Pride Shockwave 2005                                 | 31 dicembre 2005  | 3     | 5:00  | Saitama, Giappone          | |
| Vittoria   | 2–1         | Wanderlei Silva   | Decisione (non unanime)          | Pride Shockwave 2004                                 | 31 dicembre 2004  | 3     | 5:00  | Saitama, Giappone          | |
| Vittoria   | 1–1         | Dan Bobish        | KO Tecnico (calcio al corpo)     | Pride 28: High Octane                                | 31 ottobre 2004   | 1     | 6:23  | Saitama, Giappone          | |
| Sconfitta  | 0–1         | Hidehiko Yoshida  | Sottomissione (armbar)           | Pride Critical Countdown 2004                        | 20 giugno 2004    | 1     | 5:25  | Saitama, Giappone          | |